# Magor Tivadar Petres
Magor Tivadar Petres (* 8. Februar 1985 in Miercurea Ciuc) ist ein rumänischer Eishockeyspieler, der seit 2017 beim HK Budapest in der 2. slowakischen Liga, der dritthöchsten Spielklasse des Landes, unter Vertrag steht.

## Karriere

### Club
Magor Tivadar Petres, der der ungarischsprachigen Minderheit der Szekler in Rumänien angehört, begann seine Karriere als Eishockeyspieler in der ungarischen Hauptstadt Budapest, wo er für den Ferencvárosi TC und den Újpesti TE vor allem im Juniorenbereich spielte. 2006 kehrte er in seine Geburtsstadt Miercurea Ciuc zurück, wo er bis 2009 für den HC Csíkszereda in der rumänischen Liga und im letzten Jahr auch in der multinationalen MOL Liga, die er mit seiner Mannschaft gewinnen konnte, aktiv war. Trotz dieses Erfolges stellte der HC Csíkszereda 2009 den Spielbetrieb aus finanziellen Gründen ein und Petres schloss sich dem SCM Fenestela 68 Brașov an, für den er ebenfalls in der MOL Liga auf dem Eis stand. Bereits im November 2009 verließ er den Klub jedoch wieder und wechselte nach Ungarn zurück, wo er für den Miskolci Jegesmedvék JSE spielte. Aber auch bei den Eisbären blieb er nicht lange, sondern wechselte bereits 2010 zum HSC Csíkszereda. Mit dem traditionellen Klub der Szekler konnte er 2011 das Triple aus MOL Liga, rumänischer Meisterschaft und Pokalsieg sowie 2012 erneut die Landesmeisterschaft gewinnen. 2012 wechselte er erneut nach Brașov, wo sich der Klub inzwischen ASC Corona 2010 Brașov nennt. Mit den Kronstädtern gewann er 2014 und 2017 den rumänischen Meistertitel sowie 2013 und 2015 den nationalen Pokalwettbewerb. 2017 wechselte er nach Ungarn zum HK Budapest, mit dem er in der 2. slowakischen Liga, der dritthöchsten Spielklasse des Landes, spielt.

### International
Petres spielt international im Gegensatz zu anderen Szeklern, die für Ungarn antreten, für sein Geburtsland Rumänien. Im Juniorenbereich war er bei den U18-Weltmeisterschaften 2001 in der Division III und 2002 und 2003 in der Division II sowie bei den U20-Weltmeisterschaften 2003, 2004 und 2005 jeweils in der Division II aktiv.
Sein Debüt in der Herren-Nationalmannschaft gab er bei den Weltmeisterschaften der Division I 2005. Auch 2007 spielte er dort, konnte aber den Abstieg seines Landes in die Division II nicht verhindern. 2008, als er zweitbester Torschütze nach seinem Landsmann Attila Borsos war, und 2011 nahm er an den Wettkämpfen der Division II der WM teil. Nachdem beim Turnier 2011 der Wiederaufstieg gelungen war, trat er 2012 und 2013 mit Rumänien in der Division I der WM an.
Zudem spielte er für Rumänien im November 2012 bei der Qualifikation für die Olympischen Winterspiele 2014 in Sotschi.

## Erfolge
- 2001 Aufstieg in die Division II bei der U18-Weltmeisterschaft der Division III
- 2003 Aufstieg in die Division I bei der U18-Weltmeisterschaft der Division II, Gruppe B
- 2008 Aufstieg in die Division I bei der Weltmeisterschaft der Division II, Gruppe A
- 2009 Sieger der MOL Liga mit dem HC Csíkszereda
- 2011 Sieger der MOL Liga mit dem HSC Csíkszereda
- 2011 Rumänischer Meister und Pokalsieger mit dem HSC Csíkszereda
- 2011 Aufstieg in die Division I bei der Weltmeisterschaft der Division II, Gruppe B
- 2013 Rumänischer Pokalsieger mit dem ASC Corona 2010 Brașov
- 2014 Rumänischer Meister mit dem ASC Corona 2010 Brașov
- 2015 Rumänischer Pokalsieger mit dem ASC Corona 2010 Brașov
- 2017 Rumänischer Meister mit dem ASC Corona 2010 Brașov

## MOL-Liga-Statistik
(Stand: Ende der Saison 2016/17)